# سيمون جرول
سيمون جرول (بالألمانية: Simon Greul) مواليد 13 أبريل 1981 في شتوتغارت، هو لاعب كرة مضرب ألماني سابق بدأ مسيرته كمحترف سنة 2000 وكان يلعب باليد اليمنى. أعلى تصنيف له في الفردي كان المركز الـ 55 في سنة 2010. أعلى تصنيف له في الزوجي كان المركز الـ 121 في سنة 2010.

## روابط خارجية
- سيمون جرول على موقع رابطة محترفي التنس (الإنجليزية)
- سيمون جرول على موقع الاتحاد الدولي لكرة المضرب (الإنجليزية)
- سيمون جرول على موقع كأس ديفيز (الإنجليزية)
- سيمون جرول على موقع خلاصة التنس.كوم (الإنجليزية)
- سيمون جرول على موقع إي إس بي إن.كوم (الإنجليزية)